# 9373 Hamra
9373 Hamra är en asteroid i huvudbältet som upptäcktes den 19 mars 1993 i samband med projektet UESAC. Den fick den preliminära beteckningen 1993 FY43 och  namngavs senare efter orten Hamra på södra Gotland, berömd från sången Snabbköpskassörskan.
Hamras senaste periheliepassage skedde den 26 maj 2019.[Uppdatering behövs]